# Margarete Eriksdotter Vasa
Margarete Eriksdotter Wasa (meados de 1497 — Tallinn, 31 de dezembro de 1536) foi uma nobre sueca, irmã do rei sueco Gustav I da Suécia.

## Vida
Margarete nasceu em meados de 1497. Em 30 de março de 1516, casou-se com o nobre e conselheiro imperial Joakim Brahe, morto em 1520, junto com o pai, no banho de sangue de Estocolmo. Margarete, sua mãe, avó, irmãs e tia Christina Gyllenstierna foram capturadas e trancadas na chamada Torre Azul, em Copenhague.
Depois que seu irmão Gustav foi eleito rei da Suécia em 1523, Margarete retornou ao seu país natal em 1524 após sua libertação. Em 15 de janeiro de 1525, casou-se com o conde alemão e líder militar Johann von Hoya, que se tornou governador de Vyborg .
Durante a contenda, Johann morreu em 11 de junho de 1535, em uma batalha em Funen. Margarete deixou a Suécia depois de conflitos com o irmão, temendo que ele matasse os filhos dela. Ela morreu em Reval no dia 31 de dezembro do ano seguinte e foi enterrada na igreja da catedral em 1537.

## Descendência
Casamentos e filhos:
- Joakim Brahe (morreu em 1520 no banho de sangue de Estocolmo )
- Mauritz (jovem morto em 1517)
- Brita Joakimsdotter Brahe (1518-1554), casada em 1531 com o barão Birger Nilsson Grip.
- Öllegård Joakimsdotter Brahe (1519-1527), morreu em Sko Abbey , onde estava na escola.
- Per Brahe (1520–1590)
- João VII de Hoya (falecido em 1535 na Feud do Conde em Funen , Dinamarca)
- João (1529-1574), bispo de Osnabrück .
- Jobst, co-adjutor em Colônia. Ele foi capturado por Franz von Halle e morreu na prisão.

## Literatura
- Heinrich Gade : Descrição histórico-geográfica-estatística dos condados de Hoya e Diepholz. Nienburg 1901.
- Bernd Ulrich Hucker : Os condes de Hoya. Hoya 1993.
- Museu Nienburg: os condados de Bruchhausen, Diepholz, Hoya e Wölpe. Nienburg 2000.
- Museu Hoya: Johann von Hoya , Hoya 2003.